# Kappa (tvrtka)
Kappa je talijanska tvrtka obuće, a počela je s čarapama i donjim rubljem tvorničke proizvodnje u Torinu, u Italiji.
Kappa je korporativni sponzor u svijetu nogometa.

## Nogometni klubovi kojima je Kappa sponzor

### Nacionalne momčadi
- Burkina Faso
- Jamajka
- Wales (ugovor istječe 2008)

### Klupske momčadi

#### Europa
- SK Brann
- Wacker Tirol

- Osijek
- Baník Ostrava
- Viljandi Tulevik
- Maccabi Netanya
- FC Metz
- Le Mans
- FC Nantes (od srpnja 2008)
- FC København
- SV Werder Bremen
- SG Olympia Leipzig
- 1. FC Kaiserslautern
- TSV 1860 Munich
- 1. FC Mülheim
- Torino F.C.
- A.S. Roma
- Sampdoria
- Feyenoord Rotterdam (ugovor istječe 2009)
- Pandurii Târgu-Jiu
- Partizan Beograd
- Real Betis
- Denizlispor

#### Afrika
- FAR Rabat
- Silver Stars
- Club Sportif Sfaxien

#### Amerika
- Barracas Bolívar
- Deportivo Armenio
- Excursionistas
- CA Huracán
- Platense
- Racing de Córdoba
- Rosario Central
- San Martín de Tucumán
- Sportivo Italiano
- Unión de Santa Fe
- Unión de Sunchales
- Botafogo
- CSA
- Rio Branco-AC
- Deportivo Temuco
- Deportivo Pereira
- Arabe Unido
- Olimpia Asunción
- Cerro Porteño
- Defensor Sporting
- Montevideo Wanderers

#### Azija
- Changsha Jinde
- Zhejiang Lvcheng
- Qingdao Zhongneng
- JEF United
- Tokyo Verdy
- Consadole Sapporo
- Home United FC